# 대공황 시기 도시
산업화된 세계 전역에서 도시는 1929년에 시작되어 1930년대 대부분에 걸쳐 지속된 대공황 동안 황폐해졌다. 가장 큰 피해를 입은 곳은 (세계 무역이 감소하면서) 항구 도시와 철강 및 자동차 산업과 같은 중공업에 의존하는 도시였다. 서비스 지향적인 도시는 피해를 덜 입었다. 워싱턴, 런던, 베를린과 같은 정치 중심지는 정부의 역할 확대가 많은 새로운 일자리를 창출하면서 대공황 동안 번성했다.

## 영국 연방 및 제국

### 영국
영국에 대한 대공황의 영향은 다른 곳보다 덜 심각했지만, 미들랜드, 북부, 스코틀랜드의 산업 도시는 매우 큰 타격을 입었다.
수년간 높은 실업률을 겪었던 리버풀과 맨체스터는 이미 심각한 침체 지역이라는 명성을 얻었다. 도시 지도자들은 이에 맞서 싸웠고, 도시 재개발의 선두 주자가 된 일련의 인프라 개혁과 혁신을 추진했다. 이러한 프로젝트에는 위튼쇼 에스테이트, 머지 터널 및 맨체스터 중앙 도서관이 포함되었다. 추진자들은 재개발 프로젝트가 리버풀과 맨체스터의 새로운 이미지를 어떻게 제시하는지 강력하게 강조했다. 한 가지 목표는 새로 참정권을 얻은 유권자를 통합하는 것이었고, 이는 보수당이 대중 유권자들과 소통하기 위해 사용한 전략이기도 했다.

### 캐나다
당시 캐나다 경제는 1차 산업(농업, 어업, 광업, 벌목)에서 제조업으로 산업화를 막 시작하고 있었다. 원자재 수출과 가격이 폭락했고, 모든 부문에서 고용, 물가, 이윤이 감소했다. 캐나다는 경제적 위치 때문에 (미국 다음으로) 가장 큰 타격을 입었다. 주요 무역 상대국이 미국과 영국이었기 때문에 더욱 큰 영향을 받았다.
가장 큰 타격을 입은 도시는 온타리오주 남부의 중공업 중심지였다. 여기에는 캐나다 최대 철강 중심지인 해밀턴, 토론토, 틸버리, 더 큰 이웃 도시인 디트로이트와 연결된 자동차 제조 중심지인 윈저가 포함되었다. 온타리오주에서는 실업률이 약 45%로 치솟았다.
프레리 주와 캐나다 서부는 가장 큰 타격을 입은 지역 중 하나였다. 이 지역은 1939년 이후 완전히 회복되었다. 밀 가격의 하락으로 많은 농부들이 캘거리, 리자이나, 브랜던과 같은 마을과 도시로 이주했다.
여성은 도시 일자리의 25~30%를 차지했다. 중공업, 철도 또는 건설 분야에 고용된 여성은 거의 없었다. 많은 여성이 가사 노동자이거나 식당 및 가족 소유 상점에 고용되었다. 여성 공장 노동자는 일반적으로 의류 및 식품을 다루었다. 교육받은 여성은 사무직 및 교사와 같은 좁은 범위의 일자리를 가졌다. 여성은 결혼하면 좋은 직장을 그만두어야 했다. 스리그리(Srigley)는 다양한 배경 요인과 가족 환경을 강조하며, "젠더" 자체가 일반적으로 인종, 민족 또는 계급보다 덜 중요하다고 주장한다.

### 오스트레일리아
대공황 동안 호주 사회의 각기 다른 부분은 다른 어려움, 도전 및 기회를 경험했다. 일자리를 찾아 농촌 지역을 오가는 많은 사람들의 이동이 증가했다. 도시 사람들은 과일과 채소를 생산하기 위해 텃밭을 가꾸었다. 일부 도시 지역에서는 사용 가능한 것을 공유하기 위해 물물교환 시스템을 기반으로 한 협동조합이 결성되었다. 집을 잃은 일부 사람들을 수용하기 위해 대도시 외곽에 판자촌이 지어졌다.

### 싱가포르
당시 영국 식민지였던 싱가포르는 세계 경제에 편입되어 다른 무역 도시처럼 경제적 침체를 겪었다. 그러나 싱가포르 사람들은 이에 대처하는 데 회복력이 있었다. 도시에 남아 있던 사람들은 중국인 친척들 사이의 복잡한 관계를 이용했다. 그들은 음식, 주거, 의류를 공유하고 부정적인 영향을 최소화했다. 그들은 일자리를 나누고, 친척들이 임시 고용을 찾는 데 도움이 되는 정보망을 제공했다. 농촌 지역으로의 이민이라는 안전 장치는 전반적인 부정적인 영향을 줄였다.

## 칠레

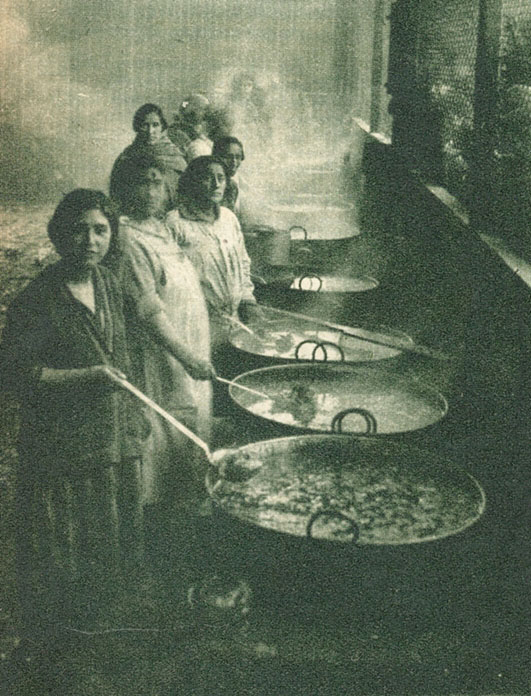
1932년 산티아고에서 실업자들에게 음식을 제공하기 위한 수프 키친

초석과 구리 수출이 붕괴되면서 실업률이 급격히 상승하여 북부의 실업 광부들이 산티아고로 이주하는 현상이 발생했다. 광부들은 활동 인구의 약 6%를 차지했지만, 위기 동안 실업자의 절반 이상을 구성했다. 수많은 수프 키친이 산티아고에 생겨났고, 노숙자들은 이 도시 주변 언덕의 동굴에 살기 시작했다.

## 프랑스
1930년 프랑스는 여전히 상당히 농촌 사회였으며, 인구 100만 명 이상의 도시는 파리 한 곳뿐이었고, 50만 명 이상의 도시는 리옹과 마르세유 두 곳, 10만 명 이상의 도시는 14곳에 불과했다. 전 세계적인 대공황은 프랑스 경제에 온건한 영향을 미쳤고, 프랑스 경제는 회복력을 보였다. 1931년에는 상황이 악화되어 어려움과 더 우울한 분위기를 가져왔다. 실업률이 증가하고 근무 시간이 단축되었지만, 식량 가격이 급격히 하락하여 어려움을 일부 상쇄했다. 파리 인구는 1921년의 최고점인 290만 명에서 1936년 280만 명으로 약간 감소했으며, 도시 거주자들은 경제 위기를 가족과 함께 극복하기 위해 시골로 돌아가는 것을 선택했다. 중심부의 구는 인구의 20%까지 감소한 반면, 외곽 지역은 10% 증가했다. 파리인들의 낮은 출생률은 러시아, 폴란드, 독일, 동유럽 및 중앙 유럽, 이탈리아, 포르투갈, 스페인으로부터의 새로운 이민 물결로 상쇄되었다. 파리에서는 파업, 시위, 그리고 극좌파 공산주의자들과 인민전선과 극우파 악시옹 프랑세즈 간의 충돌로 정치적 긴장이 고조되었다.

## 독일
독일에서는 대공황이 1932년에 최악의 상황에 이르렀고, 모든 도시에 걸쳐 6백만 명의 실업자가 발생했다. 1928년부터 1932년까지 베를린의 실업률은 133,000명에서 600,000명으로 급증했다. 항구 도시인 함부르크에서는 32,000명에서 135,000명으로 늘어났다. 루르 지방의 공업 도시인 도르트문트에서는 12,000명에서 65,000명으로 늘어났다. 베를린은 공산당과 나치 준군사 세력이 거리 통제권을 놓고 싸우면서 정치적 혼란에 빠져들었다. 전반적으로 나치는 가장 큰 도시에서 가장 약했으며, 이 도시는 사회주의 및 공산당(그리고 가톨릭 지역에서는 중앙당)에 의해 통제되었다. 1933년 이후 나치 정부는 무기 생산을 크게 확대하여 실업률을 낮추었다.
베를린과 다른 문화 중심지는 특히 큰 타격을 입었다. 문화 생활의 중심이었던 공공 보조금을 받는 시립 및 주립 극장들은 큰 폭으로 삭감되었다. 1933년 이후 나치는 나치 이념을 찬양하고 바이마르 시대의 예술적 성과를 조롱하는 새로운, 대규모 보조금을 받는 문화 질서를 부과했다.

## 일본
일본에서 가장 큰 타격을 입은 부문은 도시 상업 및 서비스 부문으로, 1928년~1933년에 23% 감소했고, 농업 부문은 12% 감소했다. 그러나 제조업은 거의 매년 긍정적인 성장을 경험했다. 1920년대 일본 경제는 침체되었고, 금융 위기는 1927년 대규모 은행 공황이 발생하면서 더 일찍 시작되었다. 회복은 특히 육군과 해군에 대한 대규모 정부 지출에 의해 촉진되었다. 구제 프로그램은 정치적으로 중요한 농촌 지역에 중점을 두었다. 1930년대에는 도시 구제 프로젝트가 낮은 우선순위를 가졌는데, 이는 도쿄가 1923년 대지진 이후 재건을 위해 막대한 보조금을 받았기 때문이다. 오사카는 1930년대에 자체 자금을 사용하여 교외 지역으로 새로운 주택을 확장했다.

## 소련
소련은 세계 정세와 거의 단절되었으며, 1930년대에는 농민을 토지에서 강제로 이주시켜 공업 도시에 재배치하는 매우 대규모의 작전에 참여하고 있었다. 이 과정에서 많은 공장, 발전소, 운송 시설이 건설되었다. 가장 극적인 볼거리는 모스크바 지하철이었다. 모스크바 지하철은 1935년에 개통되어 즉시 운송 시스템의 중심이 되었다. 이는 미래의 소련 대규모 기술의 원형이 되었다. 라자리 카가노비치가 책임자였으며, 그는 시민들이 지하철을 타면서 소련 문명의 가치와 정신을 흡수하도록 지하철을 설계했다. 13개 원본 역의 예술 작품은 국내외적으로 유명해졌다. 예를 들어, 스베르들롭 광장 지하철역은 소련 사람들의 일상생활을 묘사한 도자기 부조가 특징이었고, 디나모 스타디움 스포츠 단지의 부조는 스포츠와 강력한 신인 "호모 소비에티쿠스"(소련인)의 신체적 능력을 찬양했다. 지하철은 새로운 사회 질서의 상징, 일종의 공산주의 공학 현대화의 대성당으로 선전되었다. 소련 노동자들이 노동과 예술 작업을 했지만, 주요 공학 설계, 노선 및 건설 계획은 런던 지하철에서 스카우트된 전문가들이 담당했다. 영국인들은 "개착식 공법" 대신 터널 공법, 리프트 대신 에스컬레이터 사용을 요구했으며, 노선과 차량을 설계했다. 스탈린과 NKVD의 편집증은 비밀경찰이 수많은 영국 기술자들을 간첩 혐의로 체포했을 때 분명히 드러났다. 즉, 도시의 물리적 구조에 대한 심도 있는 지식을 얻었기 때문이었다. 메트로폴리탄 비커스 전기 회사의 기술자들은 1933년에 시범 재판을 받고 추방되었고, 이는 소련에서 영국 기업의 역할을 끝냈다.

## 미국
1920년대 미국의 대도시는 강력한 성장을 누렸다. 대규모 이민이 끝나면서 인구는 안정되었고, 도시의 풍부한 일자리는 가족의 사회적 상승을 이끌었다. 사무실 건물, 상점, 공장, 공공시설, 도로, 그리고 특히 아파트와 단독 주택에 대한 투자는 인프라를 상당히 늘리고 더 나은 시기가 올 것이라는 인식을 심어주었다. 그러나 1929년 이후 낙관론은 사라지고, 깊어지는 비관론에 압도되어 장기적인 민간 투자는 바람직하지 않은 것으로 보였다. 1920년대에 활발했던 농촌에서 도시로의 이주는 수백만 명이 가족 농장으로 돌아가면서 역전되었다.
대공황이 대도시, 교외, 마을, 농촌 지역에 미친 피해는 경제 기반에 따라 달랐다. 대도시에서 가장 심각했던 것은 건설 산업의 붕괴였는데, 신규 착공이 1920년대 후반의 정상 수준의 10% 미만으로 떨어졌다. 많은 필요한 작업이 연기되었지만, 기존 건물의 유지보수 및 수리는 1930년대 민간 부문 건설 예산의 3분의 1 이상을 차지했다. 건설업에서 200만 개의 고임금 일자리가 사라진 것은 엄청난 피해였고, 이익과 임대료 손실은 수천 명의 집주인과 부동산 투자자들을 좌절시켰다.
다음으로 전반적인 산업 침체, 특히 중공업의 침체가 왔다. 피츠버그와 게리 (인디애나주)의 철강 산업, 디트로이트의 자동차 산업은 철도 및 탄광과 함께 가장 큰 타격을 입었다. 이 부문에서 대도시는 소규모 공장 도시, 광산 캠프, 철도 중심지보다 다소 덜 고통받았다. 실업률은 어디에서나 문제였지만, 남성보다 여성, 비내구성 산업(식품 및 의류 등), 서비스 및 판매 분야, 공공 부문 일자리에서는 덜 심각했다. 가파른 교육 격차는 저숙련 도심 남성들이 외곽 지역과 교외에 거주하는 고등학교 및 대학 교육을 받은 남성들보다 훨씬 높은 실업률을 보였다는 것을 의미했다. 교외 지역은 성장을 멈췄지만, 도심만큼 심하게 고통받지는 않았다.
일부 실업자들은 구호를 찾아 도시로 왔지만, 훨씬 더 많은 수의 실업자들은 가족 농장으로 돌아갔다. 사상 처음으로 본국 인구의 이동은 도시에서 농촌 지역으로 향했다.
시 및 카운티 정부의 재정 건전성은 구제 지출 증가와 세금 징수 급감으로 인해 도전받았다. 허버트 후버 행정부는 주 및 지방 정부에 공공 사업 프로젝트 확대를 장려했고, 이들은 1930년과 1931년에 그렇게 했다. 이러한 확대가 실업률 상승을 늦췄을 수도 있지만, 세수 감소와 투자자들이 시채에 더 많은 돈을 투자하려 하지 않는 상황에서 지출은 감당할 수 없는 사치였다. 1933년 이후, 새로운 판매세와 연방 자금 투입은 재정적 어려움을 완화하는 데 도움이 되었다. 세수 급감은 모든 시 정부가 예산을 삭감해야 한다는 것을 의미했다. 일부 세수 손실은 뉴딜 구제 기관에 의해 대체되었다. 그러나 교육에 대한 직접적인 연방 지원은 없었고, 공립 학교는 힘든 10년을 맞이했다.

### 구호
1932년 이전의 지역 구호는 가장 궁핍한 사람들에게 소액의 현금이나 음식과 석탄 바구니를 제공하는 데 중점을 두었지만, 뉴딜이 시작한 연방 프로그램은 실업 위기를 완화하기 위해 대규모 건설 프로젝트를 통해 시급을 제공했다. FERA와 WPA는 실업자들을 고용하여 공공 기반 시설을 극적으로 건설하고 수리했지만, 민간 부문의 회복을 촉진하는 데는 거의 기여하지 않았다. 반면에 PWA는 지방 정부와 협력하여 필요한 개선 사항을 파악한 다음, 민간 건설 회사와 계약하여 작업을 수행했다.
경제학자 팀은 도시에서 뉴딜 프로그램에 추가로 지출된 1달러가 장기적으로 여러 가지 긍정적인 결과를 가져왔다고 보고한다. 뉴딜 구제 지출이 많을수록 가구 소득이 증가하고 범죄가 줄어들며 출생률이 높아지고 영아 사망률이 낮아지며 자살과 질병으로 인한 사망률이 낮아졌다.

### 뉴딜 정치
프랭클린 델라노 루스벨트는 도시 주민들에게 큰 매력을 지녔다. 그는 구호와 그들의 민족 지도자 및 구역 보스, 그리고 노동조합에 대한 인정을 가져다주었다. 납세자, 소규모 사업체 및 중산층은 1936년에 루스벨트에게 투표했지만, 1937~38년의 경기 침체가 그의 회복 약속을 부인하는 것처럼 보이자 그에게서 급격히 등을 돌렸다. 루스벨트의 뉴딜 연합은 뉴딜과 제2차 세계 대전 동안 세 번의 재선 캠페인에서 도시 조직의 완전히 새로운 활용법을 발견했다. 전통적으로 지역 보스들은 자신들의 구역과 입법 구역을 확실하게 통제하기 위해 투표율을 최소화했다. 그러나 루스벨트는 선거인단을 확보하기 위해 주 전체를 확보해야 했고, 따라서 교외와 마을의 적대감을 극복하기 위해 대도시에서 압도적인 다수가 필요했다.
해리 홉킨스를 그의 가정 총무로 삼아, 루스벨트는 WPA를 국가적인 정치 조직으로 활용했다. 구제 대상자들은 정치 성향에 관계없이 WPA 일자리를 얻을 수 있었지만, 수십만 개의 고임금 감독직은 지역 민주당 조직에 주어졌다. 1936년 선거 당시 구제 급여를 받는 350만 명의 유권자들은 투표의 82%를 루스벨트에게 던졌다. 도시에 기반을 둔 활기찬 노동조합들도 그들의 후원자를 위해 최선을 다해 80%를 그에게 투표했으며, 아일랜드계, 이탈리아계, 유대계 유권자들도 마찬가지였다. 전체적으로 인구 10만 명 이상의 106개 미국 도시들은 1936년 FDR에게 70%의 표를 던졌고, 다른 지역에서는 59%의 표를 얻었다. 루스벨트는 도시 덕분에 1940년 재선에 성공했다. 북부에서 인구 10만 명 이상의 도시들은 루스벨트에게 60%의 표를 던졌고, 북부의 나머지 지역은 윌키를 52% 대 48%로 지지했다. 이것은 결정적인 선거인단 우위를 제공하기에 충분했다. 1940년 여름 전면적인 전쟁 동원이 시작되면서 도시들은 활기를 되찾았다. 새로운 전쟁 경제는 새로운 공장에 막대한 투자를 쏟아붓고 24시간 군수품 생산에 자금을 지원하여 공장 문에 나타나는 모든 사람에게 일자리를 보장했다.

### 조직 범죄
미국 마피아와 다른 조직범죄 조직들은 1920년대 금주령 기간 동안 불법 주류를 판매하여 번성했다. 1933년 금주령이 끝나면서 그들은 주요 시장을 잃었다. 여론은 그들에게 훨씬 더 적대적으로 변했다. 조직 범죄는 J. 에드거 후버의 FBI에 의해 표적이 되었다. 토머스 E. 듀이와 같은 적극적인 검사들은 대중의 영웅이 되었다. 이는 많은 유명 갱스터들의 체포 또는 살해로 이어졌다. 유명한 시카고 출신인 알 카포네는 1931년 탈세로 투옥되었다. 뉴욕시의 러키 루치아노는 1936년 감옥에 갔다. 도박, 매춘, 고리대금업은 불법 주류에 대한 미약한 대안을 제공했다.

### 마닐라
미국 식민지였던 필리핀에서는 1934년 필리핀이 1946년에 독립할 것이라는 결정으로 독립에 대한 주요 정치적 분쟁이 해결되었다. 대공황은 미국보다 훨씬 덜 심각했는데, 이는 주로 식량 비용의 급격한 하락이 도시 노동계급에 이익이 되었기 때문이다. 워싱턴은 대규모 중산층 관료제와 주요 건설 프로젝트에 대한 자금의 대부분을 제공했다.

## 더 읽어보기

### 세계
- 베르니에, 올리비에. 황혼녘의 불꽃놀이: 1930년대의 파리 (1993); 사회, 예술, 정치 생활
- 해튼, 티모시, 로이 베일리, "전쟁 간 런던의 실업률" (2000)온라인
- 힐, 배리 K. "버밍엄의 여성과 실업 1918-1939." 미들랜드 역사 27#1 (2002): 130–145, 영국에서
- 리, 레오 오우판. "상하이 모던: 1930년대 중국 도시 문화에 대한 고찰." 공공 문화 (1999) 11#1 pp: 75–107.
- 린치, 캐서린. "1930년대 중국의 시골, 도시, 그리고 현대성에 대한 비전." 농촌 역사 (2010) 21#2 pp: 151–163.
- 마케돈, 플로린; 마케돈, 루미니타; 스코프햄, 어니. "전쟁 간 부쿠레슈티: 정원의 도시," 계획 관점 (1999) 14#3 pp 249–275; 루마니아의 혁신적인 계획 설계; 잘 삽화됨
- 멜러, 헬렌. 유럽 도시 1890-1930년대: 역사, 문화, 건축 환경 (2001)
- 니콜라스, 캐서린. 티사이드의 실업의 사회적 영향, 1919-39 (맨체스터 대학교 출판부, 1986)
- 포츠, 데이비드. "애들레이드의 실업 노동자들: 1930년대 대공황의 영향 평가." 호주 역사 연구 19#74 (1980): 125–131.
- 스미스, 르웰린. 런던 생활 및 노동의 새로운 조사 (런던, 1930–1935). 데이터 이용 가능
- 반 데어 우스텐, 허먼. "독재자와 그들의 수도: 1930년대 모스크바와 베를린." 지오저널 (2000) 52#2 pp: 339–344.
- 위저, 윌리엄. 황혼의 해: 1930년대의 파리 (롭슨 북스, 2000); 예술가, 특히 해외 거주 예술가에 초점
- 예켈치크, 세르히. "'프롤레타리아 수도'의 형성: 1930년대 중반 키예프의 스탈린주의 사회 정책 패턴." 유럽-아시아 연구 (1998) 50#7 pp: 1229–1244.

### 미국 및 캐나다
- 아거싱거, 조앤 E. 볼티모어의 뉴딜을 향하여: 대공황 시대의 사람들과 정부 (1988)
- 바일스, 로저. "과거의 지속: 대공황 시대 멤피스." 남부 역사 저널 (1986): 183–212. JSTOR에서
- 블랙웰더, 줄리아 커크. "조용한 고통: 1930년대 애틀랜타 여성들." 조지아 역사 분기별 (1977): 112–124. JSTOR에서
- 바일스, 로저. 대공황과 전쟁 시대의 대도시 보스: 시카고의 에드워드 J. 켈리 시장 (1984).
- 단봄, 데이비드 B. "1930년대 파고의 농촌 소녀들." 농업 역사 (2002): 659–668. JSTOR에서
- 연방 작가 프로젝트. 1930년대 로스앤젤레스: WPA 천사의 도시 안내서 (1939) 발췌
- 연방 작가 프로젝트. 1930년대 샌프란시스코: WPA 베이시티 안내서 (1939) 발췌
- 연방 작가 프로젝트. 뉴욕시 WPA 안내서: 1930년대 연방 작가 프로젝트 안내서 (1939)
- 로드리게스, 조셉 A. "1930년대 샌프란시스코 베이 지역의 계획 및 도시 경쟁." 계획 교육 및 연구 저널 (2000) 20#1 pp: 66–76.
- 시튼, 톰. "또 다른 도시 개혁가 세대: 1930년대 로스앤젤레스." 서부 역사 분기별 (1987): 315–332. JSTOR에서
- 스미스, 더글러스 L. 남부 도시의 뉴딜 (1988)
- 스리그리, 캐트리나. 생계를 책임지는 딸들: 대공황 시대 도시의 젊은 직장 여성, 1929-1939 (2013), 캐나다 몬트리올에 관한 내용
- 순드스트롬, 윌리엄 A. "가장 늦게 고용되고 가장 먼저 해고된? 대공황 시대의 실업과 도시 흑인 노동자들." 경제 역사 저널 52#2 (1992): 415–429. JSTOR에서
- 트라우트, 찰스 H. 보스턴, 대공황, 그리고 뉴딜 (1977).